# ジエン
ジエン (diene) は、二重結合を2つもった炭化水素のことである。ジエンはアルケンとポリエンの中間的な化合物である。

## 種類
- 非共役ジエンは2つ以上の単結合によって二重結合同士が隔てられたジエンである。孤立ジエンとも言う。
- 共役ジエンは1つの単結合によって二重結合が隔てられ、共役したジエンである。
- 隣接したジエンは、同じ原子が二重結合を共有した構造で、アレンのような化合物である。
- ヘテロジエンは、1つ以上の不飽和炭素原子がヘテロ原子に置換したジエンである。

1,5-シクロオクタジエンは二重結合が2つの炭素原子に隔てられている非共役ジエンである。
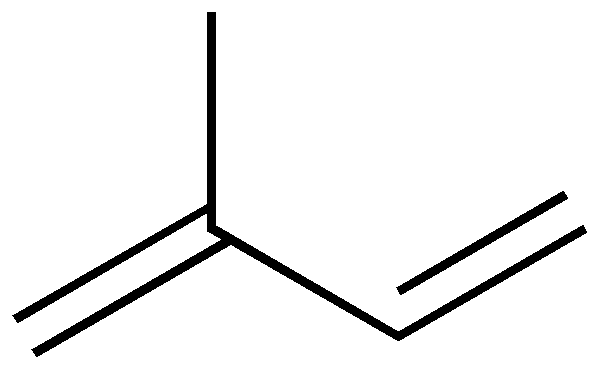
イソプレンは単純な共役ジエンである。
プロパン-1,2-ジエンは最も単純なアレンである。

有機化学では共役ジエンは機能的な官能基である。ジエンの一般式は CnH2n−2 である。また、ジエンはホワイティング反応で合成される。

## シスとトランス
ジエンのシス体とトランス体は他の化合物とは違う名前があり、それぞれ s-シス、s-トランスと言う。「s」は単結合 (single bond) の頭文字であり、単結合がシスなのかトランスなのかによって決まり、二重結合の位置とは関係がない。
また、シス体はゴム弾性を持ち、トランス体はゴム弾性を持たない。これはシス体はトランス体に比べ丸く縮まった状態を取りやすいためである。シス体において丸く縮まった状態はエントロピー（乱雑さ）大であり、引き伸ばした状態はエントロピー小であるから、シス体を引き伸ばすと元に戻ろうと縮む。